# クレア・バーンロード
クレア・バーンロードは、日本のテーブルトークRPGリプレイ作品、ソード・ワールドRPGリプレイ第3部に登場するノンプレイヤーキャラクターの名前。

## 人物像
ファリスの教えを正義と一途に信じるファリスの神官戦士。
呪いにかかって邪悪な存在に乗っ取られかけたスイフリーを「センス・イービル」（悪意を持っているか否かを判別できる魔法）によって邪悪と断じ投獄するが、軽率な投獄、ずさんな囚人管理のため同室に投獄されていたアノス盗賊ギルドの幹部がスイフリーを使い捨ての人質に脱獄するという結果を招いてしまう。
このことをバブリーズに詰め寄られ、スイフリーの救出に協力。呪いの解除にも奔走した。結果、独断専行を責められ出世の道を閉ざされる。この過程でスイフリーとの間に微妙な人間関係が構築される。また、パラサには非常に気に入られており「めっちゃ好み」「欲を言えばもう少し手足が短ければ」と言われており、彼女が登場するとふらふらと近づくほどだった。この縁で最終的にはバブリーズの名代としてストローウィック城の城代となった。
風雲ミラルゴ編第1巻、「アサシンをやりこめろ！」にも同じくノンプレイヤーキャラクターとして登場している。

## 作品に与えた影響

### ファリス神官の生活ぶり
光の神の信者の証として髪を脱色しているという設定が語られ、ファリス神官の細かな実像特に日常に関する部分を紹介する役割を果たした。このことは後述するファリスの神官戦士のイメージ好転のための布石とも関連する。

### ファリス神官のイメージ好転
清松みゆきは当時リプレイ第1部「モンスターたちの交響曲」に登場したハール・ラフィンドの悪影響で敬遠されがち、悪くすれば血に飢えた狂信者、良くて危険人物の扱いだったファリスの神官戦士のイメージを好転させるため、「亡者の村に潜む闇」の段階から布石を打っていた。
彼女クレアがそれである。清松はリプレイあとがきで狂信的な正義感のファリス神官が軟化していく過程を描くため、将来的にPCとしてファリス神官が使ってもらえるようにするため彼女を登場させたという趣旨の発言をしており、彼女の登場が意図的なものであったことは疑う余地がない。これは危険な賭けであったが、プレイヤーの協力もあって目論みは見事成功に終わり、ファリス神官への悪感情はその後徐々に緩和されていくことになる。後のイリーナ・フォウリーの登場、新ソードワールドRPGリプレイの大成功の遠因になったとも言える。

### 城代としてのクレア
リプレイ第4部及び後続の小説でバブリーズプレイヤー及び清松によって、厳格ながらも公正、堅実な領土経営をするクレアの姿が描写され、真面目なファリス神官が有能な領主すなわち行政官、司法官ともなりうることが語られた。
クレアは現在でも「センス・イービル」等のファリス神官にしか使えない魔法を使えることから、ファリス神に見捨てられてはおらず、歩む道が間違っていないことも暗に描写されている。
また清松は、堕落したファリス神官が地位に恋恋としたり、贈賄も辞さないことを「ファリスの神官もどき」によって描写している。